# GeForce 256
La GeForce 256 es el lanzamiento original de la línea de productos "GeForce" de Nvidia. Anunciada el 31 de agosto de 1999 y lanzada el 11 de octubre de 1999, la GeForce 256 mejora a su predecesora (RIVA TNT2) aumentando la cantidad de tubería de píxeles fijos, descargando los cálculos de la geometría del host a un motor de iluminación y transformación de hardware (T&L) y agregar compensación de movimiento de hardware para video MPEG-2. Ofreció un salto notablemente grande en el rendimiento de los juegos de PC en 3D y fue el primer acelerador 3D totalmente compatible con Direct3D 7.
El chip[3324493820] fue fabricado por TSMC utilizando su proceso CMOS de 220 nm Hay dos versiones de la GeForce 256 – la versión SDR lanzada en octubre de 1999 y la versión DDR lanzada a mediados de diciembre de 1999 – cada uno con un tipo diferente de memoria SDRAM. La versión SDR usa memoria SDR SDRAM de Samsung Electronics, mientras que la última versión DDR usa memoria DDR SDRAM de Hyundai Electronics (ahora SK Hynix).

## Arquitectura

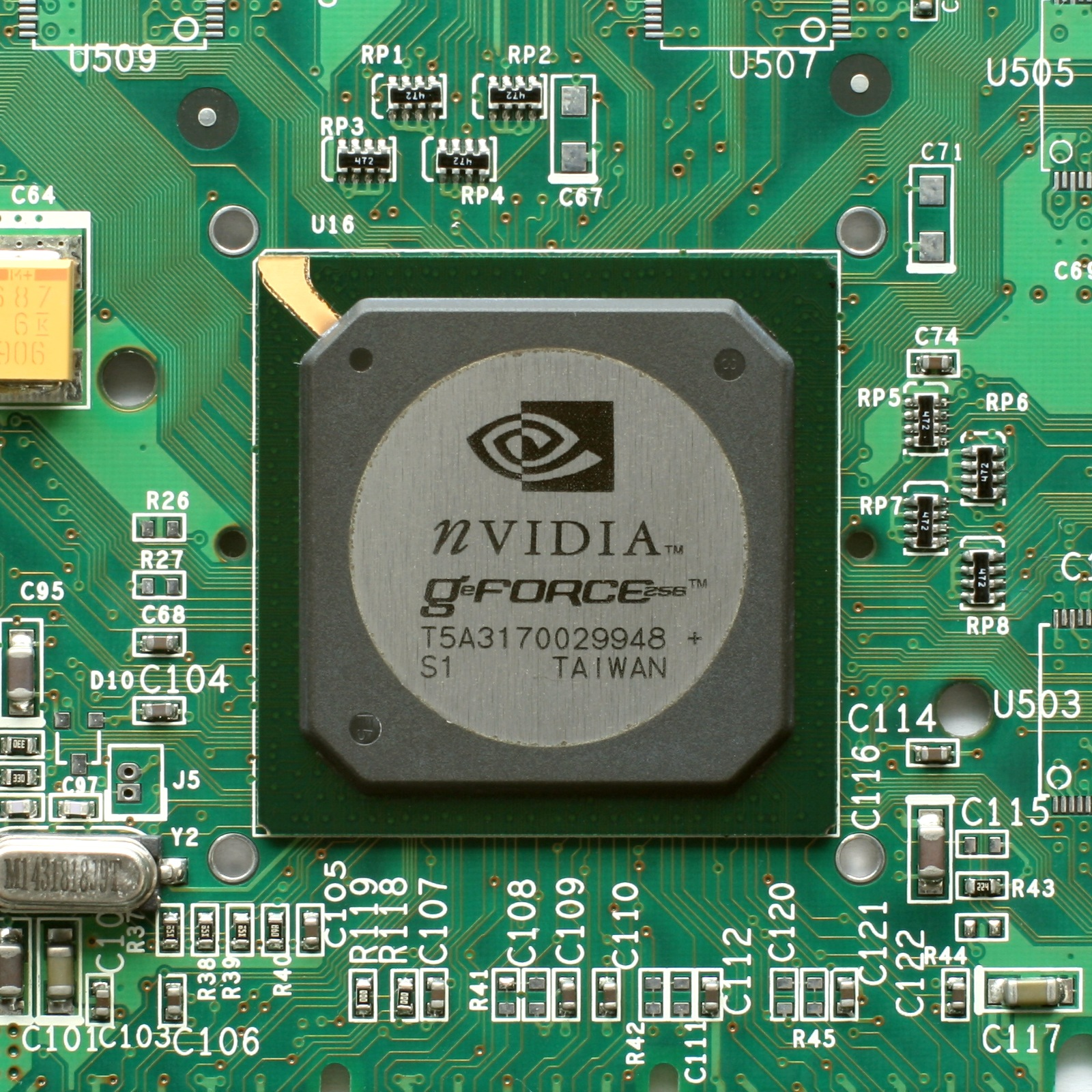
GPU GeForce 256 (NV10)

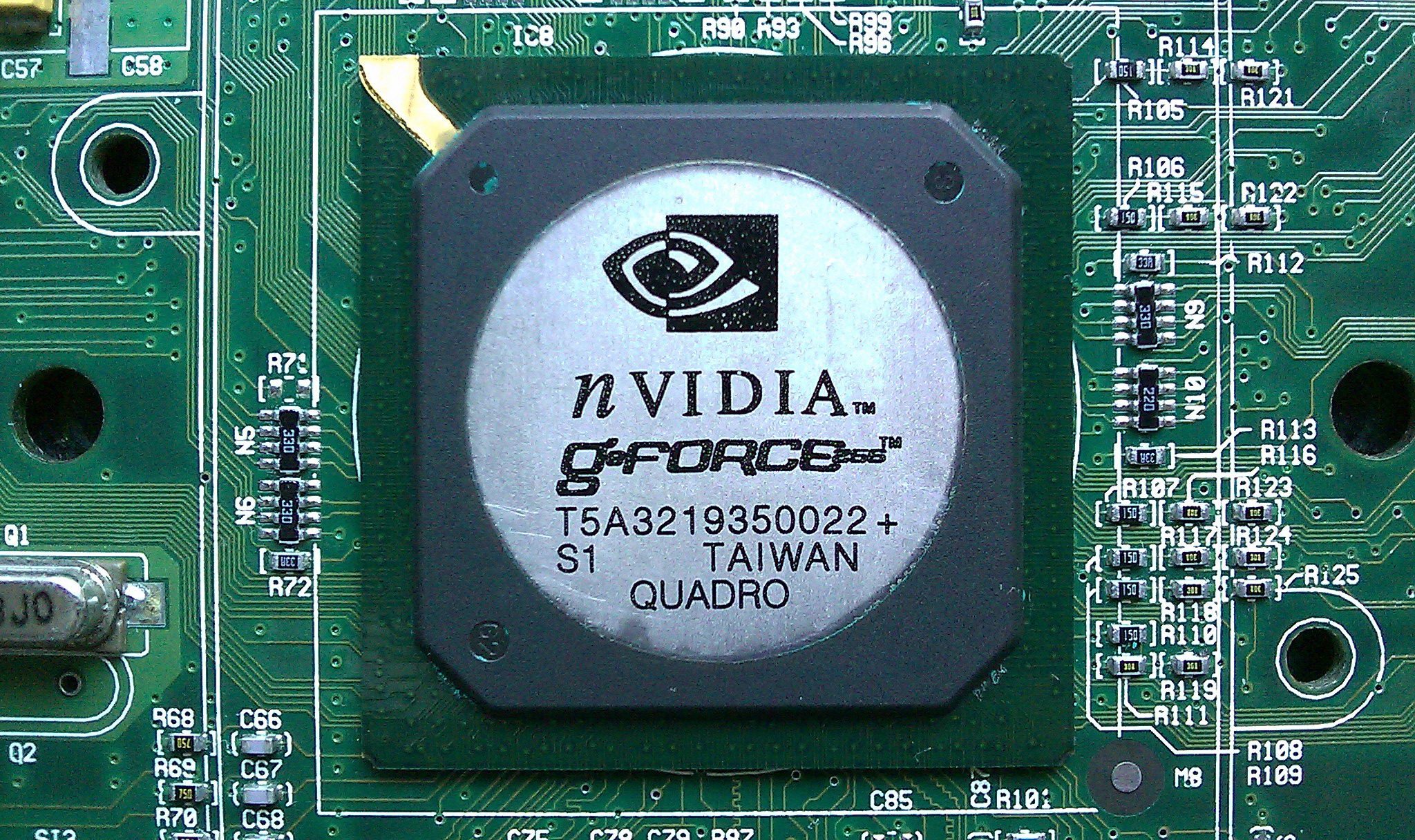
GPU Quadro (NV10GL)

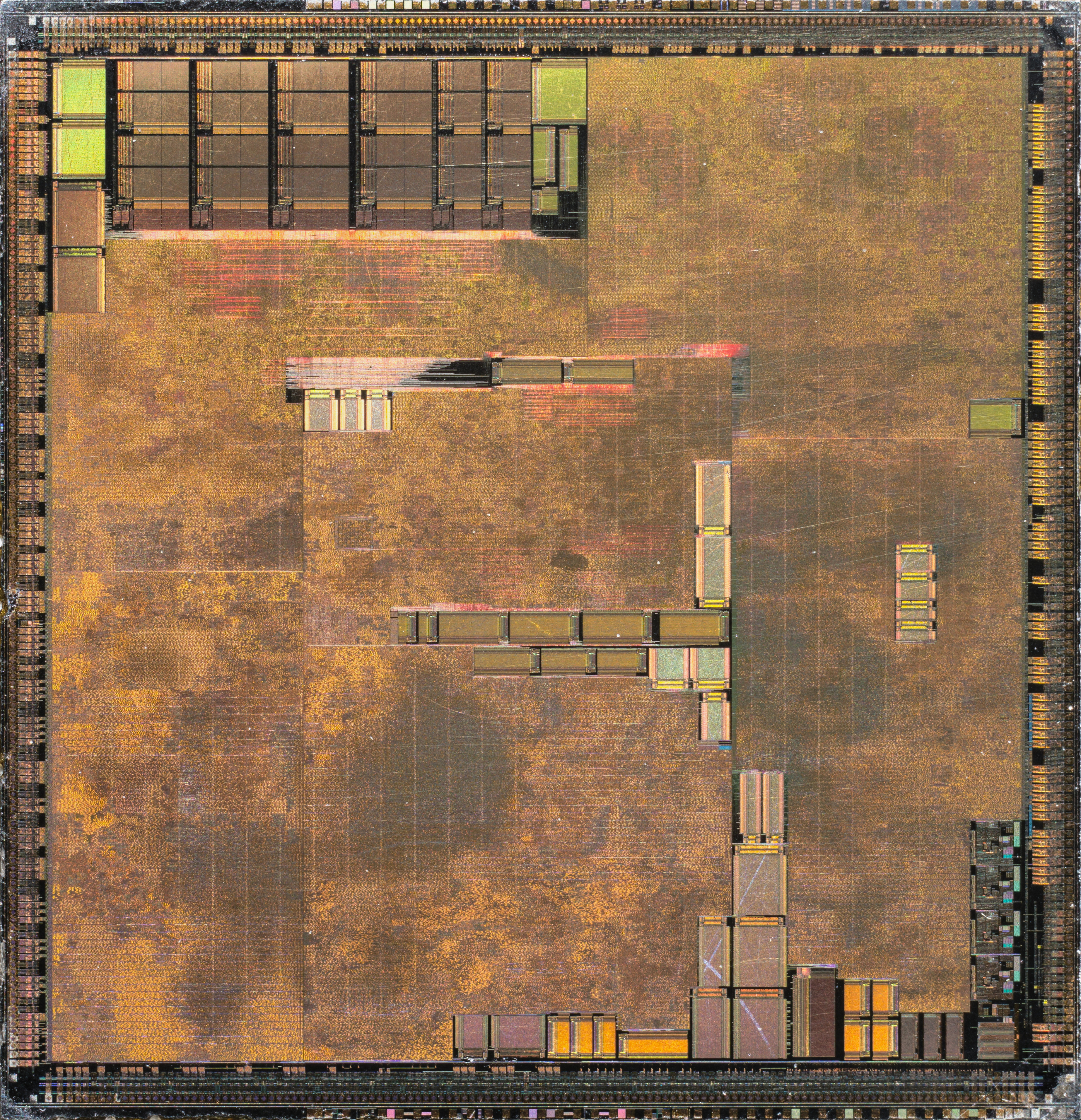
Fotografía de una GPU NV10

GeForce 256 se comercializó como "la primera 'GPU' o unidad de procesamiento de gráficos del mundo", un término que Nvidia definió en ese momento como "un procesador de un solo chip con transformación integrada, iluminación, configuración/recorte de triángulos y motores de renderizado que es capaz de procesar un mínimo de 10 millones de polígonos por segundo".
El "256" en su nombre proviene del "motor de renderizado QuadPipe de 256 bits", un término que describe las cuatro canalizaciones de píxeles de 64 bits del chip NV10. En juegos de una sola textura, NV10 podría apagar 4 píxeles por ciclo, mientras que un escenario de dos texturas limitaría esto a 2 píxeles multitexturizados por ciclo, ya que el chip todavía tenía solo una TMU por tubería, al igual que TNT2. En términos de funciones de renderizado, GeForce 256 también agregó soporte para el mapeo de entornos de cubos y el mapeo de relieve de punto-producto (Dot3).
La integración del hardware de transformación e iluminación en la propia GPU hizo que GeForce 256, aparte de los aceleradores 3D más antiguos que dependían de la CPU para realizar estos cálculos (también conocidos como software de transformación e iluminación). Esta reducción de la complejidad de la solución de gráficos 3D llevó el costo de dicho hardware a un nuevo mínimo y lo hizo accesible a las tarjetas gráficas de consumo económicas en lugar de limitarse al costoso nicho orientado profesionalmente diseñado para el diseño asistido por computadora (CAD). El motor T&L de NV10 también permitió a Nvidia ingresar al mercado CAD con tarjetas dedicadas por primera vez, con un producto llamado Quadro. La línea Quadro utiliza los mismos chips de silicio que las tarjetas GeForce, pero tiene compatibilidad con diferentes controladores y certificaciones adaptadas a los requisitos únicos de las aplicaciones CAD.

## Comparaciones de productos
En comparación con los aceleradores de juegos 3D de alta gama anteriores, como 3dfx Voodoo3 3500 y Nvidia RIVA TNT2 Ultra, GeForce proporcionó hasta un 50 % o más de mejora en la velocidad de fotogramas en algunos juegos (unos escritos específicamente para aprovechar el hardware T&L) cuando junto con una CPU de muy bajo presupuesto. El lanzamiento posterior y la adopción generalizada de las tarjetas GeForce 2 MX/4 MX con el mismo conjunto de características significaron un soporte inusualmente largo para GeForce 256, hasta aproximadamente 2006, en juegos como Star Wars: Empire at War o Half-Life 2, este último con Direct3D 7, dirigido a la canalización de funciones fijas de estas GPU.
Sin un amplio soporte de aplicaciones en ese momento, los críticos señalaron que la tecnología T&L tenía poco valor en el mundo real. Inicialmente, solo fue algo beneficioso en ciertas situaciones en algunos juegos de disparos en primera persona en 3D basados en OpenGL, sobre todo en Quake III Arena. Puntos de referencia que utilizan CPU de bajo presupuesto como Celeron 300A daría resultados favorables para las GeForce 256, pero los puntos de referencia se realizaron con algunas CPU como Pentium II 300 daría mejores resultados con algunas tarjetas gráficas antiguas como 3dfx Voodoo 2. 3dfx y otras compañías de tarjetas gráficas de la competencia señalaron que una CPU rápida podría compensar con creces la falta de una unidad T&L. El soporte de software para hardware T&L no fue algo común hasta varios años después del lanzamiento de la primera GeForce. Los primeros controladores presentaban errores y eran lentos, mientras que las tarjetas 3dfx disfrutaban de compatibilidad con Glide API o MiniGL eficaz, de alta velocidad y madura para la mayoría de los juegos. Solo después de la GeForce 256 fue reemplazada por la GeForce 2, y Radeon equipada con T&L de ATI también estaba en el mercado, el hardware T&L se convirtió en una característica ampliamente utilizada en los juegos.
La GeForce 256 también era bastante cara para la época y no ofrecía ventajas tangibles sobre los productos de la competencia fuera de la aceleración 3D. Por ejemplo, su GUI y la aceleración de reproducción de video no fueron significativamente mejores que las que ofrece la competencia o incluso los productos Nvidia más antiguos. Además, algunas tarjetas GeForce estaban plagadas de circuitos de señal analógica deficientes, lo que provocaba que la salida de la pantalla se viera borrosa.
A medida que las CPU se volvieron más rápidas, la GeForce 256 demostró que la desventaja del hardware T&L es que, si una CPU es lo suficientemente rápida, puede realizar funciones de T&L más rápido que la GPU, lo que hace que la GPU sea un obstáculo para el rendimiento de la representación. Esto cambió la forma en que funcionaba el mercado de gráficos, fomentando una vida útil más corta de las tarjetas gráficas y poniendo menos énfasis en la CPU para juegos.

### Compensación de movimiento
La GeForce 256 introdujo la compensación de movimiento como una unidad funcional del chip NV10, esta unidad de primera generación sería reemplazada por el HDVP (procesador de video de alta definición) de Nvidia en GeForce 2 GTS.

## Soporte discontinuado
NVIDIA ha dejado de admitir controladores para la serie GeForce 256.

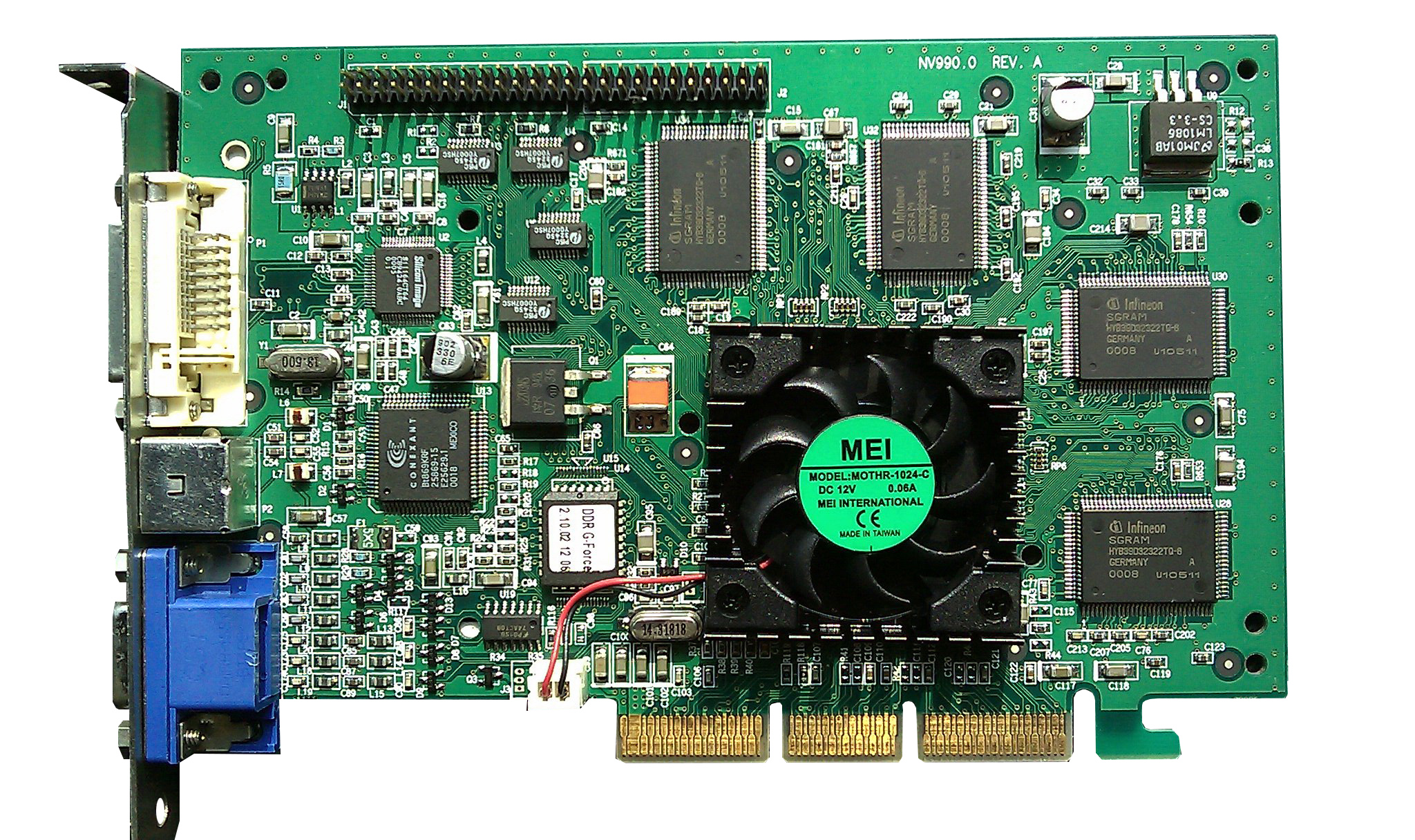
VisionTek GeForce 256 DDR

### Los controladores finales incluyen
- Windows 9x y Windows Me: 71.84 lanzado el 11 de marzo de 2005; Descargar;

Lista de soporte de productos Windows 95/98/Me – 71.84 .
- Windows 2000 y Windows XP de 32 bits: 71.89 lanzado el 14 de abril de 2005; Descargar

Lista de soporte de productos Windows XP/2000 – 71.84.
- Los controladores de Windows 2000/XP pueden instalarse en versiones posteriores de Windows, como Windows 7. Sin embargo, no son compatibles con los efectos "Aero" de Windows 7.

## Competidores
- ATI Rage 128 y Rage Fury MAXX
- 3dfx Voodoo3
- Matrox G400
- S3 Savage 2000